# Budynek CM UMK w Bydgoszczy

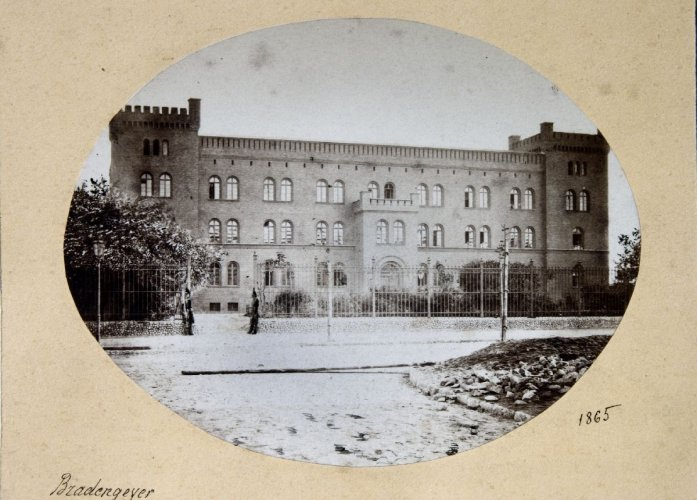
Budynek jako szpital garnizonowy w 1865 r.

Budynek Collegium Medicum UMK w Bydgoszczy – dawny bydgoski szpital garnizonowy (1852–1948), po 1948 r. budynek administracyjny, położony przy ul. Jagiellońskiej 13 w Bydgoszczy.

## Położenie
Budynek znajduje się w centrum Bydgoszczy, w narożniku ulic: Jagiellońskiej i 3 Maja, w sąsiedztwie Ronda Jagiellonów w Bydgoszczy.

## Historia

### Okres pruski
Budynek został wzniesiony w latach 1850–1852 jako bydgoski szpital garnizonowy. Znajdował się on wówczas u zbiegu ulic: Jagiellońskiej (niem. Wilhelmstrasse) i 3 Maja (niem. Hempelstrasse). Od ul. 3 Maja posesja była odgrodzona murem z cegły, w połowie długości przerwanym bramą wjazdową. Natomiast wzdłuż ul. Jagiellońskiej ustawiono ogrodzenie z żelaznych kutych prętów, na ceglanej podmurówce, z bramą i furtką.
Budynek główny, założony na planie litery „U”, był monumentalnym gmachem o ceglanych elewacjach, złożonym z trzykondygnacyjnego korpusu, flankowanego ryzalitami narożnymi, wyższymi o jedną kondygnację i zwieńczonymi blankami, ukształtowanymi na wzór wież wtopionych w korpus. Pierwotnie budowla posiadała wieloosiową, symetryczną fasadę z usytuowanym na osi dwukondygnacyjnym ryzalitem, mieszczącym wejście główne i zwieńczonym dekoracyjnym blankowaniem. Środkową partię fasady wieńczyła attyka o podziałach szczelinowych.
Do lat 70. XIX w. była to największa lecznica w mieście. Personel stanowili wojskowi lekarze i sanitariusze na czele z komendantem. W razie potrzeby pracownicy udzielali pomocy medycznej cywilnym mieszkańcom. Rozbudowa kompleksu szpitalnego trwała do 1910 roku. W latach 1890–1891 na terenie ówczesnego Arsenału (na zachód od głównego budynku szpitala) zbudowano nieistniejący obecnie budynek administracji – komendy szpitala. W głębi parceli w 1881 r. zbudowano piętrowy budynek gospodarczy. Ponadto istniały trzy baraki dla chorych, a w 1910 r. zbudowano nowy, parterowy budynek kostnicy. W 1892 roku cały teren szpitala został skanalizowany.

### Okres międzywojenny
W 1919 r., po rozstrzygnięciu przynależności Bydgoszczy do odrodzonego państwa polskiego rozpoczęto przejmowanie szpitala od wojskowych władz pruskich. Wielkość garnizonu bydgoskiego oraz okresowa bliskość obszaru operacyjnego wojny polsko-rosyjskiej spowodowała gwałtowny wzrost zakresu wykonywanych w szpitalu świadczeń medycznych. W 1920 roku obiekt podlegający wówczas pod Dowództwo Okręgu Generalnego Poznań rozwinął maksymalną liczbę 1140 łóżek.
Po przekształceniu w 1921 r. terytorialnej organizacji sił zbrojnych Rzeczypospolitej Polskiej Bydgoszcz znalazła się w Pomorskim Okręgu Korpusu Nr VIII z siedzibą dowództwa w Toruniu.
Funkcję jednego ze Szpitali Rejonowych rozwiniętych na obszarze Okręgu pełnił od 1922 roku szpital w Bydgoszczy. Mimo zwiększonych zadań, wynikających z obsługi rejonu sanitarnego, liczba hospitalizowanych chorych systematycznie malała, co świadczyło o „zabliźnianiu” się ran po wojnie polsko-rosyjskiej oraz o poprawie stanu zdrowotnego społeczeństwa i Wojska Polskiego. W 1922 roku w bydgoskim Szpitalu Rejonowym rozwinięto 320 łóżek, w 1923 roku – 300 łóżek, a w latach 1924 i 1925 po 200 łóżek.
Po kolejnych zmianach organizacyjnych służby zdrowia Wojska Polskiego, w 1925 r. szpital bydgoski został przeformowany w filię Szpitala Okręgowego nr 8 w Toruniu, liczącą 100 łóżek i nie posiadającą własnej gospodarki materiałowej. W 1928 r. władze wojskowe w Toruniu podjęły decyzję o rozformowaniu Szpitala Wojskowego w Bydgoszczy. Zwiększyły się wówczas koszty leczenia poprzez konieczność częstych dojazdów osób uprawnionych do Szpitala Okręgowego w Toruniu. W ten sposób Bydgoszcz pozostała do 1939 roku bez stacjonarnego Wojskowego Zakładu Leczniczego, podczas gdy filie tego typu istniały m.in. w Grudziądzu, Gdyni (od 1932 r.), Ciechocinku i Inowrocławiu.
Duży kompleks budynków po zlikwidowanym szpitalu bydgoskim pozostał do 1939 roku pod zarządem władz garnizonu bydgoskiego. W gmachu głównym umieszczono cerkiew prawosławną i salę teatralną, a w pawilonie graniczącym z Resursą Kupiecką sześcioklasową szkołę powszechną, utrzymywaną przez Stowarzyszenie „Rodzina Wojskowa”.

### Okres okupacji
W czasie okupacji obiekt wykorzystywano jako niemiecki szpital wojskowy.

### Okres powojenny

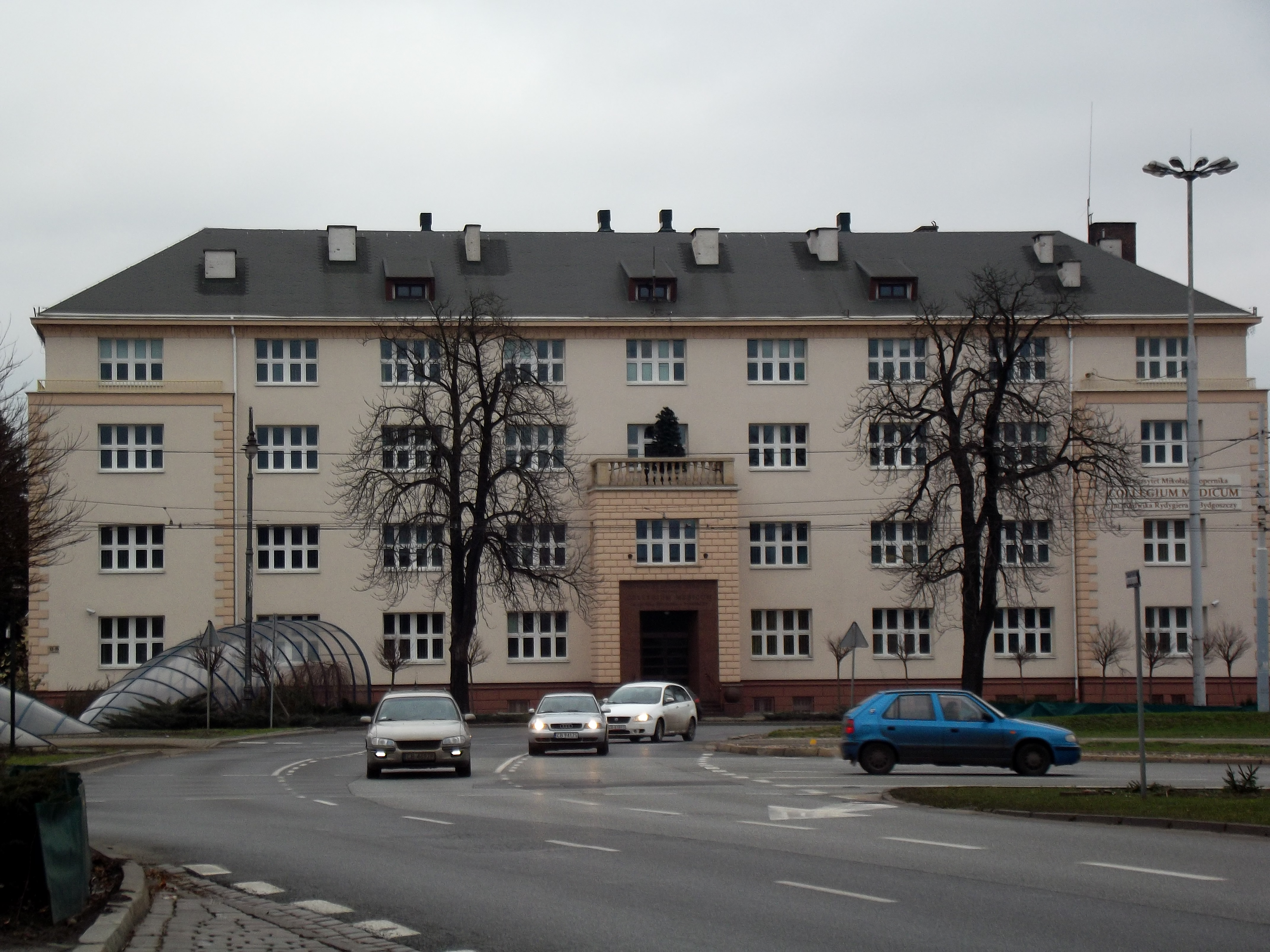
Budynek CM UMK po remoncie elewacji.

Po wyzwoleniu Bydgoszczy, w dniach od 26 stycznia do 10 lutego 1945 roku, w budynkach szpitala rozwinął się I Polowy Ruchomy Szpital Chirurgiczny I Armii Wojska Polskiego. Kolejnym użytkownikiem kompleksu był Wojskowy Szpital Garnizonowy. W 1948 r. szpital rozformowano, rozbudowano gmach główny, rozebrano bez wiedzy i zgody władz wojskowych pięć budynków, a gospodarzem kompleksu został Komitet Wojewódzki Polskiej Zjednoczonej Partii Robotniczej.
Po formalnym przejęciu majątku szpitalnego przez PZPR kwestię regulacji stanu prawnego gruntu odłożono na dalszych kilkanaście lat. W latach 60. XX w. przy organizacji budowy ronda Jagiellonów uzyskano informację, że właścicielem gruntu jest nieistniejące Towarzystwo Kupców w Bydgoszczy. W celu stworzenia pozorów legalności walne zgromadzenie zrzeszenia prywatnego handlu i usług (nie będące następcą prawnym przedwojennego Towarzystwa Kupców) w 1970 r. odstąpiło skarbowi państwa przedmiotową nieruchomość, a w 1973 roku prezydium Miejskiej Rady Narodowej przekazało kompleks z gruntem na rzecz KW PZPR w odpłatne użytkowanie na 40 lat.
Po likwidacji PZPR w 1990 r. gospodarzem nieruchomości pozostałych po szpitalu wojskowym był I Urząd Skarbowy. Część obiektu przekazano Akademii Medycznej, która zlokalizowała w nim rektorat, dwa dziekanaty, administrację uczelni, sale wykładowe, stołówkę oraz dodatkowy dom studencki. Około 2000 r. po przeprowadzce Urzędu Skarbowego do biurowca przy ul. Fordońskiej, cały budynek przypadł Akademii Medycznej. W 2004 r. uczelnia ta została włączona w struktury UMK w Toruniu, stanowiąc Collegium Medium UMK w Bydgoszczy.

## Architektura
Z dawnych zabudowań szpitala garnizonowego pozostał tylko budynek główny o rzucie na planie litery „U”. Gmach szpitala wzniesiony w stylu historyzmu z wykorzystaniem form neoromańskich, wyglądem przypominający fortecę, zatracił cechy stylowe w trakcie kompleksowej przebudowy, przeprowadzonej w latach 1947–1948. Zlikwidowano wówczas ryzality, zmieniono wielkość i kształt okien, nadbudowano czwartą kondygnację, a cały budynek przekryto dachem dwuspadowym.